# 4Music
A 4Music egy angol zene, – és szórakoztató csatorna, mely az Egyesült Királyság és Írország területén, egyes digitális televíziós szolgáltatóknál elérhető csatorna. A 4Music 2008. augusztus 15.-én indult el a Hits nevű zenetévét felváltva. A csatorna elérhető Freeview, a Virgin Media, és a Sky szolgáltatóinál.
2013. április 2-án szabadon fogható volt a kábelhálózatokon, a műholdas továbbítást kivéve. Ennek eredményeképpen a csatornát az Írországi Sky előfizetésből kivették. Végül, a 4Music 2017. február 7-én újra szabadon fogható volt a The Box csatorna helyett. 2017. szeptember 25-én a 4Music új logót, és megjelenést kapott.

## Műsorok

### 07:: AM – 18:30 PM
- Az A-List Playlist – A legnagyobb zenei videóklipek.
- 100% Super Hits – pillanatnyi slágerek.
- What's Hot Right Now? Top 10 – A 10 legnagyobb sláger.
- The Hotmix – Videóklipek folyamatosan megszakítás nélkül egy mixben.
- Hot 10 in 10 – Hasonló mint a The Hotmix, csupán 10 dal megszakítás nélkül.
- # Hangout – interjúk a legújabb trendi művészekkel, közben legújabb daluk forog .
- Hot New Vid! – A legújabb videóklipek.
- UK Hotlist – A Spotify legfrissebb zenéi ezen a héten.
- The UK Music Video Chart – Bethan Leadley által bemutatott videók, a YouTube-n a legtöbbet forgott klipek.
- This Week's Fresh Music Top – A legfrissebb 20 videóklip
- The Official Box Upfront Chart – Jon Jackson által bemutatott dalok a Radio Monitor által is bemutatott listák szerint a 10 legnagyobb sláger.
- 4Play! – Négy Videóklip egy művésztől, vagy együttestől.
- Vote4Music – Interaktív zenei kívánságműsor, ahol 30 dalból lehet választani. A legtöbbet választott dalok lejátszásra kerülnek.
- From the Start – Egy kiválasztott művész karrierjének bemutatása a kezdetektől napjainkig.
- Trending Live – Hétfő és csütörtök között 16:00 – 18:00 között Jimmy Hill, AJ Oduda és Vick Hope napi zenei híreket, friss zenei videókat mutat be, a Facebook megjegyzésein keresztül. 2017. április 18. óta a Trending Live lehetővé teszi a nézők számára, hogy a You Selectben kiválasszák kedvenc dalaikat, melyet a műsor vége felé játszanak.

### 18:30 PM – 03.00 AM
- Real Stories (2011-2014-ig futott)
- Nicky Minaj: Day in the Life (2012)
- Bronx Tales

### Átvett műsorok más csatornáktól (jelenleg is futnak)
- Roswell – TV sorozat
- 8 Out of 10 Cats (2014–jelenleg is)
- Broad City (Season 2+) (2015–jelenleg is)
- I Am Cait (2016–jelenleg is)
- Keeping Up With the Kardashians (2010–jelenleg is) Először az E! csatornán volt látható.
- Kocktails with Khloé (2016–jelenleg is)
- Kourtney and Khloé Take The Hamptons (2015–jelenleg is)
- Kourtney and Kim Take Miami (2010-12, 2014–jelenleg is)
- Love & Hip Hop: Hollywood (2017–jelenleg is)
- Not Safe with Nikki Glaser (2016–jelenleg is)
- Rude Tube Először az E4 csatornán!
- Sex and the City (2018–jelenleg is)
- Sun, Sex and Suspicious Parents (2016–jelenleg is) A BBC Three csatornán volt látható.

### Korábbi műsorok
- American Idol (csak a 15. évad) (2016)
- Chasing The Saturdays (2013)
- The Dance Scene (2010-11)
- Joe and Caspar Hit The Road (2016)
- Kourtney and Kim Take New York (2012-14)
- The Simple Life (2008-10)
- Snoop Dogg's Father Hood (2008-09)
- The World According to Paris (2011)

### Díjkiosztók
- Billboard Music Awards (2016)
- Grammy-díj (2013- jelenleg is)
- Teen Choice Awards (2015 – jelenleg is)